# Porto Moresby
Porto Moresby  ou Port Moresby (pronúncia em inglês: [ˌpɔərt ˈmɔərzbi]; em tok pisin: Pot Mosbi) é a capital e maior cidade da Papua-Nova Guiné. Possui uma população de 255 000 (2000) e está localizada às margens do golfo de Papua, na costa sudeste da ilha da Nova Guiné.
A área em que a cidade foi fundada foi habitada pelos povos Motu-Koitabu durante séculos. Foi avistado primeiramente por um europeu em 1873, o então capitão John Moresby. Recebeu o seu nome em homenagem ao almirante da Royal Navy Fairfax Moresby.
De acordo com uma pesquisa em cidades do mundo realizada pela Unidade de Inteligência do The Economist, Port Moresby é a cidade menos habitável em quase todo o mundo (ocupa 137 dos 140 municípios pesquisados).

## História

### Antes da colonização
O povo Motuan que ocupava a área que é hoje conhecida como Port Moresby negociavam seus potes de sagu, outros alimentos e canoas, vela de Hanuabada com outras aldeias construídas sobre palafitas acima das águas da baía. Eles também realizavam casamentos entre seus povos e criou fortes laços familiares e comerciais.
As expedições Hiri foram em  grande escala. Como muitas canoas multi-casco ou lakatoi, tripuladas por  cerca de 600 homens, cerca de 20 000 potes de argila eram transportados em cada viagem.  Para o Motuans, o Hiri não era apenas um empreendimento econômico, mas também  confirmou a sua identidade como uma tribo por causa das longas e perigosas  viagens. Estas viagens são comemorados nos tempos modernos pela anual Hiri Moale Festival realizado na Ela Beach, em Setembro.

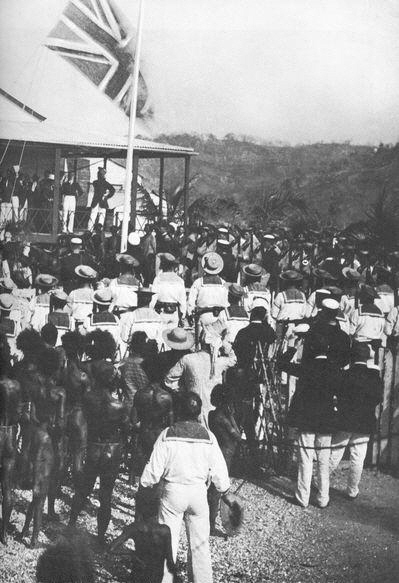
Queensland levanta a bandeira britânica em Port Moresby 1883

### Colonização
A área já foi um importante centro comercial na época do Capitão John Moresby do HMS Basilisk que descobriu pela primeira vez a área, para mais tarde se tornar conhecida como Port Moresby. O inglês acabara de se aventurar através do Mar de Coral, no extremo leste da Nova Guiné e nas ilhas, encontrando três anteriormente desconhecidas ao desembarcado ali. Na manhã de 20 de fevereiro de 1873, afirmou o terreno como pertencente à Grã-Bretanha e denominou-o depois em homenagem a seu pai, o almirante Sir Fairfax Moresby. Ele chamou o interior de "Fairfax Harbour" e as demais áreas de Port Moresby.
A efetiva anexação do local à nação européia não ocorreu até uma década mais tarde, quando a parte sudeste da ilha da Nova Guiné foi anexada ao Império Britânico. A British New Guinea foi passada para o recém-criado Commonwealth da Austrália, em 1906, e tornou-se conhecida como Papua. Desde então e até 1941 Port Moresby cresceu lentamente. O principal crescimento foi na península, onde as instalações portuárias e outros serviços foram gradualmente melhorando. A eletricidade foi introduzida em 1925 e de abastecimento de água encanada foi concedida em 1941.

### Capital de uma Papua-Nova Guiné independente

Antiga bandeira de Port Moresby

Em Setembro de 1975, Port Moresby se tornou capital do Estado Independente da Papua-Nova Guiné. Novos edifícios públicos foram construídos em Waigani para abrigar os departamentos governamentais, incluindo um espectacular edifício do Parlamento Nacional, que abriu em 1984 e combina com o tradicional desenho moderno e tecnológico edifício. O PNG Museu Nacional e Biblioteca Nacional também estão localizados em Waigani.
Infelizmente, muitos desses edifícios governamentais já foram abandonadas devido ao longo prazo de negligência. Principal dentre estes são Marea Haus (conhecido para a maioria dos habitantes locais como o "Edifício Abacaxi") e os gabinetes do Governo Central. Próximos edifícios como Morauta Haus e Vulupindi Haus agora estão começando a mostrar sinais de degradação devido à falta de manutenção, incluindo esboroando fogo nas escadas, banheiros e elevadores encardido que estão sempre fora de serviço.

## Geografia
Port Moresby está situada na costa sul da Nova Guiné, a costa é bastante recortada por areia e rodeada por várias ilhas, escassamente povoadas. Em alguns bairros, a cidade é essencialmente construída a poucos quilômetros de vias.

### Demografia
A população da área de Port Moresby se expandiu rapidamente desde a independência. Em 1980 o censo registrou 120 000 habitantes, em 1990, este havia aumentado para 195 000. A cidade é freqüentemente coberta por uma névoa que o fumo é criada pelos numerosos pequenos fogos acesos ao lado da estrada ou no mato por seus habitantes. Trata-se de um meio para se queimar sem a intervenção do Corpo de Bombeiros local.

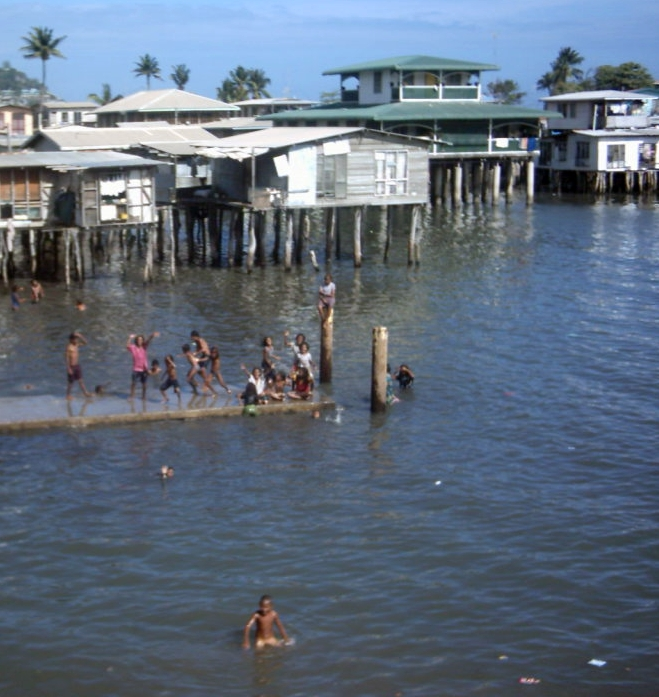
Imagem do bairro de Koki

Em 2004, Port Moresby foi classificada como a pior cidade do mundo para se viver no ranking da Economist Intelligence Unit de 130 das cidades capitais do mundo. Altos níveis de violação, roubo e homicídio, e vastas áreas da cidade controladas por gangues de criminosos, conhecido localmente como "raskol" foram citadas. De acordo com um artigo em 2004 no jornal Guardian, a taxa de desemprego é estimado em entre 60 e 90% e taxas de homicídio de três vezes em que Moscou e 23 vezes a taxa de Londres.

### Bairros e vilas

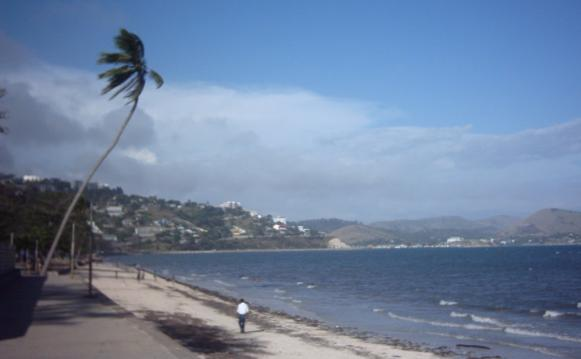
Ela Beach

A área urbanizada de Port Moresby compreende tanto aos bairros da cidade como o restante do Distrito da Capital Nacional, o menor distrito do país e mais especificamente o principal distrito comercial, entre Korobosea e Ela Beach. Port Moresby é uma cidade pouco densa, bairros pleno, fez grande maioria das casas, agrupado junto sinuosas estradas.
Outros bairros em Port Moresby são: Koki, com seu popular mercado de produtos frescos, Newtown, Konedobu, Kaevaga, Badili, Gabutu, Kila, Matirogo, Three Mile, Kaugere, SABAM Korobosea, Four Mile, Hohola, Norte Hohola, Boroko, a maior área comercial de Port Moresby, Gordon, Gordon Norte, Erima, Saraga, Waigani, Morata e Gerehu. Dentro do distrito existem também outras populações, como Hanuabada, a maior população.

### Clima
Port Moresby possui um clima equatorial, quente e úmido praticamente o ano todo. A temperatura média varia de um mínimo de 23 °C em julho e agosto para uma alta de 32 °C em janeiro.
| Médias meteorológicas para Port Moresby | Médias meteorológicas para Port Moresby | Médias meteorológicas para Port Moresby | Médias meteorológicas para Port Moresby | Médias meteorológicas para Port Moresby | Médias meteorológicas para Port Moresby | Médias meteorológicas para Port Moresby | Médias meteorológicas para Port Moresby | Médias meteorológicas para Port Moresby | Médias meteorológicas para Port Moresby | Médias meteorológicas para Port Moresby | Médias meteorológicas para Port Moresby | Médias meteorológicas para Port Moresby | Médias meteorológicas para Port Moresby |
| Mês                                     | Jan                                     | Fev                                     | Mar                                     | Abr                                     | Mai                                     | Jun                                     | Jul                                     | Ago                                     | Set                                     | Out                                     | Nov                                     | Dez                                     |                                         |
| --------------------------------------- | --------------------------------------- | --------------------------------------- | --------------------------------------- | --------------------------------------- | --------------------------------------- | --------------------------------------- | --------------------------------------- | --------------------------------------- | --------------------------------------- | --------------------------------------- | --------------------------------------- | --------------------------------------- | --------------------------------------- |
| Média alta °F                           | 90                                      | 88                                      | 88                                      | 88                                      | 86                                      | 84                                      | 82                                      | 82                                      | 84                                      | 86                                      | 88                                      | 90                                      |                                         |
| Média baixa °F                          | 75                                      | 75                                      | 75                                      | 75                                      | 75                                      | 73                                      | 73                                      | 73                                      | 73                                      | 75                                      | 75                                      | 75                                      |                                         |
| Média alta °C                           | 32                                      | 31                                      | 31                                      | 31                                      | 30                                      | 29                                      | 28                                      | 28                                      | 29                                      | 30                                      | 31                                      | 32                                      |                                         |
| Média baixa °C                          | 24                                      | 24                                      | 24                                      | 24                                      | 24                                      | 23                                      | 23                                      | 23                                      | 23                                      | 24                                      | 24                                      | 24                                      |                                         |
| Fonte: 06 de Janeiro de 2009            |                                         |                                         |                                         |                                         |                                         |                                         |                                         |                                         |                                         |                                         |                                         |                                         |                                         |

## Economia
Port Moresby está localizado em uma área de vegetais e animais vivos e principalmente, para além da pesca, a exportação da borracha, ouro, café e copra. A indústria é orientada para trabalhar com madeira (serrarias), cerveja, do tabaco e cimento.

## Transporte
Port Moresby é servida pelo Aeroporto Internacional Jacksons, que é o maior aeroporto internacional e pela base da Força Aérea de Defesa do país. A Air Niugini e Airlines PNG fazem voos regular doméstico e rotas internacionais a partir do aeroporto, enquanto Pacific Blue (Virgin Blue) realiza ligações para Brisbane. Jacksons é internacionalmente é servido por voos para Brisbane, Cairns, Sydney, Honiara, Nadi, Manila, Singapura, Kuala Lumpur, Hong Kong e Tóquio.
Como o sistema de rodovias nacionais é descontínuo, há muitos voos internos para outras cidades que não podem ser alcançados por automóveis, conhecido como PMVs (Public Veículos Automotores) localmente, por exemplo, o Madang.

## Cidades Irmãs
- Jinan, República Popular da China
- Townsville, Austrália

Cidade-parceira
- Jayapura, Indonésia